# 솜차이 웡사왓
솜차이 웡사왓(태국어: สมชาย วงศ์สวัสดิ์, 1947년 8월 31일 ~ )은 2008년에 선출된 제26대 태국의 총리이다.
그는 탁신 친나왓의 누이동생인 야오와파 웡사왓의 남편이며, 딸인 친니차는 PPP 소속 최연소 하원의원이다. 집권 6개 연정의 중심인 ‘국민의 힘(PPP)’ 부총재. 2006년 9월 군부의 무혈 쿠데타로 실각한 탁신 전 총리의 매제다.
판사 출신으로 법무차관과 노동차관을 역임했으며 전임 사막 순타라웻 총리 정부에서 부총리 겸 교육장관을 맡아 왔다.
그는 판사 출신이면서도 1990년대 타이 항공과 국영 석유회사인 PTT, 끄룽타이 은행 이사를 지내는 등 경영인으로도 오래 활동했다. 그러다 처남인 탁신의 정치적 영향력에 힘입어 1999~2006년에 법무부 차관과 노동부 차관에 발탁됐다.
2008년 2월 취임한 사막 전 총리 정부에서는 탁신의 도움으로 교육부총리와 PPP의 부총재를 지냈다. 당초 사막 전 총리를 새로운 총리 후보로 밀었던 PPP 의원들이 솜차이를 총리 후보를 바꾼 데는 그의 부인의 당내 영향력이 컸기 때문으로 태국 언론은 보고 있다.
2008년 12월 2일, 태국 헌법재판소는 집권 여당의 해체를 선고하고, 솜차이 웡사왓의 정치활동을 금지시켰다.